# Dockwise
Die Dockwise B.V. ist ein Spezialunternehmen für Schwerguttransporte auf dem Wasserweg. Unternehmenssitz ist Breda in den Niederlanden.

## Geschichte
Das Unternehmen entstand 1993 durch den Zusammenschluss von Wijsmuller Transport und Dock Express Shipping. Eigentümer des neuen Unternehmens waren die norwegische Unternehmensgruppe Wilh. Wilhelmsen und die niederländische Heerema Group.
2001 fusionierte Dockwise mit Offshore Heavy Transport ASA (OHT). OHT brachte mit der Black Marlin und der Blue Marlin zwei Schiffe in das Unternehmen ein.
Im Jahr 2006 wurde der Verkauf von Dockwise an den britischen Finanzinvestor 3i beschlossen. Der Verkauf war im Januar 2007 abgeschlossen.
2007 fusionierte Dockwise mit Sealift. Durch die Fusion wuchs die Flotte von Dockwise um weitere sechs Schiffe, die Sealift in das Unternehmen einbrachte. Dabei handelte es sich um Suezmax-Tanker, welche zu Halbtaucherschiffen umgebaut wurden. Die Schiffe bilden die T-Klasse: Transporter, Target, Treasure, Talisman, Trustee und Triumph.
2012 übernahm Dockwise das niederländische Unternehmen Fairstar Heavy Transport.
2013 wurde Dockwise von Royal Boskalis Westminster übernommen.

## Einsatz der Schiffe
Auftraggeber von Dockwise sind vor allem die Öl- und Gasindustrie sowie Unternehmen für Schwerguttransporte. So werden zum Beispiel Förderplattformen, voluminöse und schwere Ladungspartien, aber auch ganze Schiffe (z. B. Militärschiffe oder Luxusyachten) transportiert.
Die Schiffe von Dockwise werden auch für den Transport von Zeppelinen eingesetzt. So transportierte die Dock Express 10 über den Jahreswechsel 2004/2005 einen Zeppelin NT von Gioia Tauro nach Japan.
Im August 2005 transportierte die Enterprise einen Zeppelin NT für De Beers von Amsterdam nach Südafrika, welcher dort im Rahmen des „Diamonds for Development“-Projektes eingesetzt werden sollte.
Im Zusammenhang mit der havarierten Costa Concordia war zunächst vorgesehen, das Kreuzfahrtschiff nach der Bergung mit der nur wenige Monate zuvor in Dienst gestellten Dockwise Vanguard zur Verschrottung in ein Dock zu befördern. Der Plan wurde jedoch später verworfen.

## Flotte

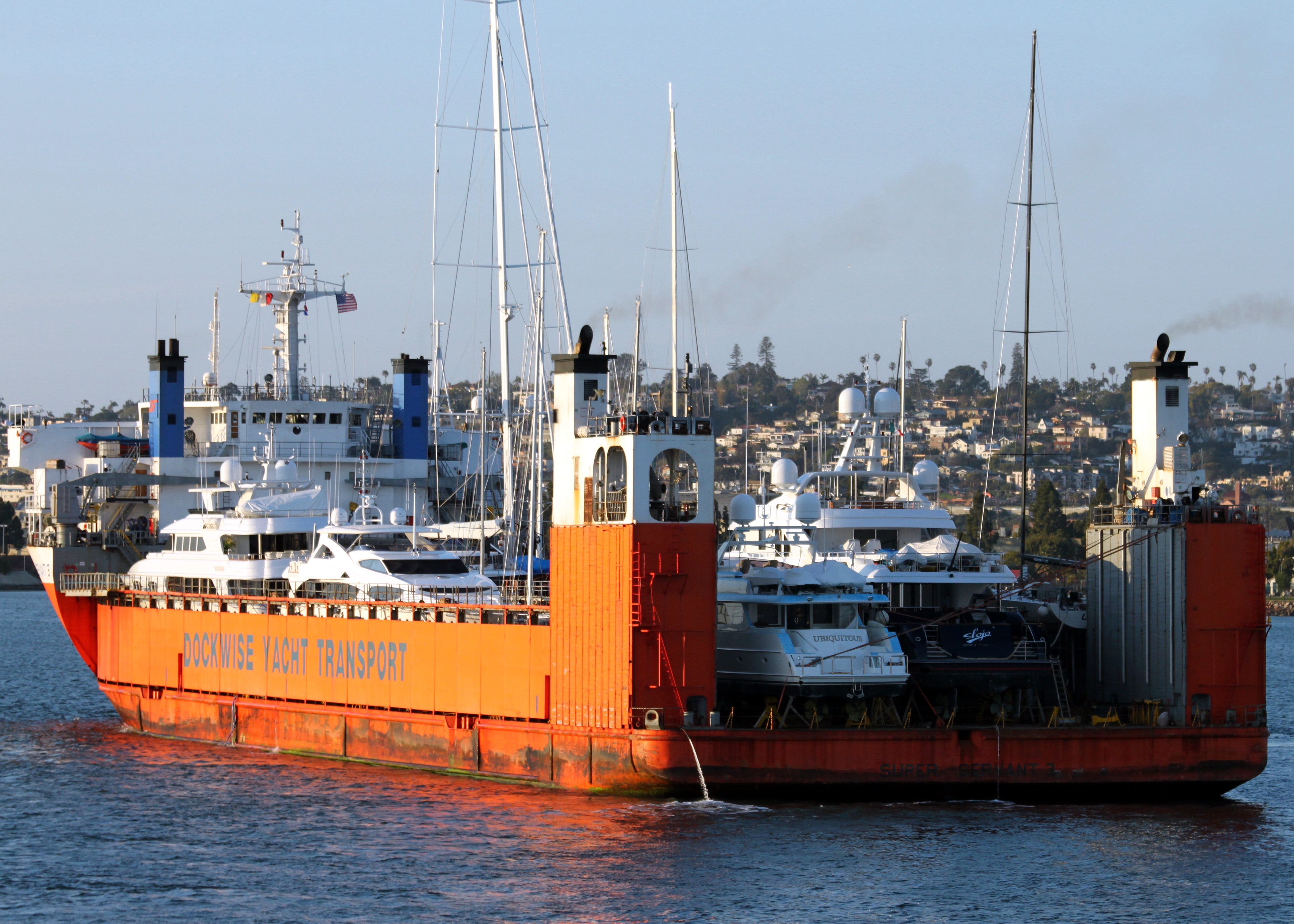
Super Servant 3 mit Yachten in San Diego, Kalifornien

Dockwise betreibt eine Flotte von 18 Dockschiffen in den Varianten „Open deck“, „Dock type“ und „Yacht carrier“. Je nach Typ sind den Schiffen dauerhaft bestimmte Transportaufgaben zugeteilt: Elf Schiffe für Bohrinseln, drei für Industriegüter und drei für Luxusyachten oder Binnenschiffe. Seit Februar 2013 gehört auch der Neubau Dockwise Vanguard, das weltweit größte Heavy-Lift-Schiff mit 275 Meter Länge, 70 Meter Breite und 16 Meter Tauchtiefe, zur Flotte.
Die Schiffe fahren teilweise unter der Flagge der Niederländischen Antillen, teilweise unter der Flagge Maltas.
Übersicht über die Schiffe
| Schiffsname      | IMO-Nr. | Rufzeichen | Verbleib                    |
| ---------------- | ------- | ---------- | --------------------------- |
| Black Marlin     | 9186326 | 9HA4606    |                             |
| Blue Marlin      | 9186338 | 9HA4605    |                             |
| Mighty Servant 1 | 8130875 | PJVZ       |                             |
| Mighty Servant 3 | 8130899 | PJWM       |                             |
| Super Servant 3  | 8025331 |            | verkauft, als OK in Fahrt   |
| Super Servant 4  | 8025343 | PJPO       | 2024 in Aliaĝa verschrottet |
| Swan             | 8001000 | PJYI       |                             |
| Swift            | 8113554 | PJYJ       | 2019 in Aliaĝa verschrottet |
| Talisman         | 8918942 | 9HA4613    | 2019 Abbruch in Aliaĝa      |
| Target           | 8617938 | 9HA4710    |                             |
| Teal             | 8113566 | PJWD       |                             |
| Tern             | 8000977 | PJXY       | 2017 in Aliaĝa verschrottet |
| Transporter      | 8918930 | PJWP       | 2019 in Aliaĝa verschrottet |
| Transshelf       | 8512279 | PJRR       |                             |
| Treasure         | 8617940 | 9HA4575    | 2019 in Aliaĝa verschrottet |
| Triumph          | 8902967 | 9HA4709    |                             |
| Trustee          | 8902955 | PJIZ       |                             |
| Yacht Express    | 9346029 | PCEX       |                             |
| Boka Vanguard    | 9618783 | PJWC       |                             |